# ألبرت ماكغريغور
ألبرت ماكغريغور هو سياسي كندي، ولد في 1870، وتوفي في 1948. نشط حزبياً في الحزب الليبرالي الكندي.